# Long Sutton (Lincolnshire)
Pour les articles homonymes, voir Long Sutton.
Long Sutton est une ville et une paroisse civile du Lincolnshire, en Angleterre.